# Placa de Tonga
A Placa de Tonga é uma placa tectónica oceânica localizada no Oceano Pacífico.